# Чудовище подводного каньона
«Чудовище подводного каньона» — научно-фантастический рассказ советского фантаста Виктора Сапарина. Опубликован впервые в журнале Пионер в 1964 году. 

## Сюжетная линия
Действие рассказа происходит на Земле в будущем (время не уточняется). Пропала экспедиция Калабушева в каньоне Индийского океана, с глубоководным аппаратом которой оборвалась связь. Целью экспедиции был поиск мифологического морского змея. Капитан-глубоководник, от чьего лица ведётся повествование, срочно вызывается для спасения. На аналогичном корабле-малютке «Скат» он спускается в каньон, на дне которого внезапно обнаруживает извивающегося стометрового морского змея. Связь с основным исследовательским кораблём обрывается, капитан оказывается в тесном тоннеле, где обнаруживает пропавший «Скат-1». Ему удаётся спасти экспедицию, члены которой не верят в то, что наблюдал капитан. Однако есть запись камеры видеонаблюдения. После возвращения всех на основной корабль оказывается, что капитан наблюдал водоросль, прицепившуюся к борту «Ската» и всё объясняется обманом зрения. От смущения капитан отправляется в отпуск на Луну, где позже и узнаёт, что Калабушев обнаружил настоящих морских змеев.